# Хвалетинци
Хвалетинци (словен. Hvaletinci) су насељено место у општини Свети Андраж в Словенских Горицах, Подравска регија, Словенија.

## Историја
До територијалне реорганизације у Словенији били су у саставу старе општине Птуј.

## Становништво
У попису становништва из 2011. године, Хвалетинци су имали 108 становника.
| Број становника према пописима | Број становника према пописима | Број становника према пописима |
| ------------------------------ | ------------------------------ | ------------------------------ |
| 1991                           | 2002                           | 2011                           |
| 110                            | 110                            | 108                            |